# Agente segreto 777 - Invito ad uccidere
Agente segreto 777 - Invito ad uccidere è un film del 1966, diretto da Enrico Bomba con lo pseudonimo di Henry Bay. È un film fanta-spionistico, seguito di Agente segreto 777 - Operazione Mistero (1965).

## Trama
Un'organizzazione top secret sta cercando Lewis Jordan quando assume il controllo di una formula pericolosa che potrebbe portare ad un disastro nucleare.